# Baie de Ma'alaea
La baie de Ma'alaea est une grande baie située sur la côte sud-ouest de Maui, l'une des îles de l'archipel d'Hawaï, aux États-Unis. Plusieurs petites villes sont situées à proximité de la baie, notamment la ville qui partage son nom, Maalaea.